# Marcus A. Nadruz
Marcus A. Nadruz Coelho ( 1960) es un botánico brasileño investigador en taxonomía vegetal del Directorio de Pesquisas, en el Instituto de Pesquisas Jardim Botánico RJ/MMA Herbario Central.

## Algunas publicaciones
- e. Gomes gonçalves, m.a. Nadruz coelho. 2009.  Araceae. Coleção Rizzo 39, Flora dos Estados de Goiás e Tocantins. Ed. UFG, 109 pp. ISBN 8585003316, ISBN 9788585003319

- ------------------------, élder a.s. Paiva, m.a. Nadruz Coelho. 2004. A preliminary survey of petiolar collenchyma in the Araceae. Ann. Missouri Bot. Gard. 91: 473–484

- La abreviatura «Nadruz» se emplea para indicar a Marcus A. Nadruz como autoridad en la descripción y clasificación científica de los vegetales.[1]